# Саратов, Алексей Савельевич
Алексей Савельевич Саратов (1906, Люблино — 1960, Москва) — советский партийный и государственный деятель, первый секретарь горкома Люблино (1948—1955) и Джезказгана (1955—1956). Член ВКП(б) с 1931 года.

## Биография
Родился в 1906 году в Люблино. По окончании семи классов школы поступил в фабрично-заводское училище, где получил специальность слесаря.
Трудовую деятельность начал стрелочником на железнодорожной станции Люблино, затем в 1926—1929 годах работал там башмачником.
С 1929 по 1931 год — один из «25-тысячников», в Камышинском районе Куйбышевской(ныне Самарской) области создал колхоз «Яна Турмаш» и был его первым председателем.
С 1931 по 1942 год работал в паровозном депо Любино поездным кочегаром, помощником машиниста, секретарём цеховой парторганизации, председателем комитета профсоюза. С первых дней войны вернулся к работе машинистом.

## Партийная работа в годы войны

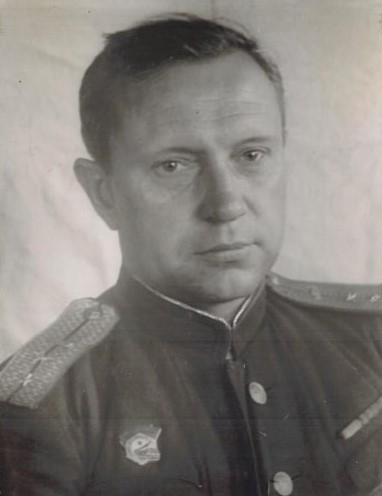
Саратов А.С. в звании: Инженер-лейтенант

В 1942 году А. С. Саратов был выдвинут на партийную работу. Сначала — заместитель секретаря узлового парткома станции Люблино, позже секретарь узловых парткомов станций Серпухов и Люблино.
В 1943 году награждён медалью «За оборону Москвы», в 1945 году — орденом «Знак Почёта» за выполнение заданий по перевозке народнохозяйственных грузов и военных перевозок.
В 1946 и 1947 годах был награждён медалями «За победу над Германией» и «За доблестный труд».

## Руководство горкомом Люблино (1948—1955)

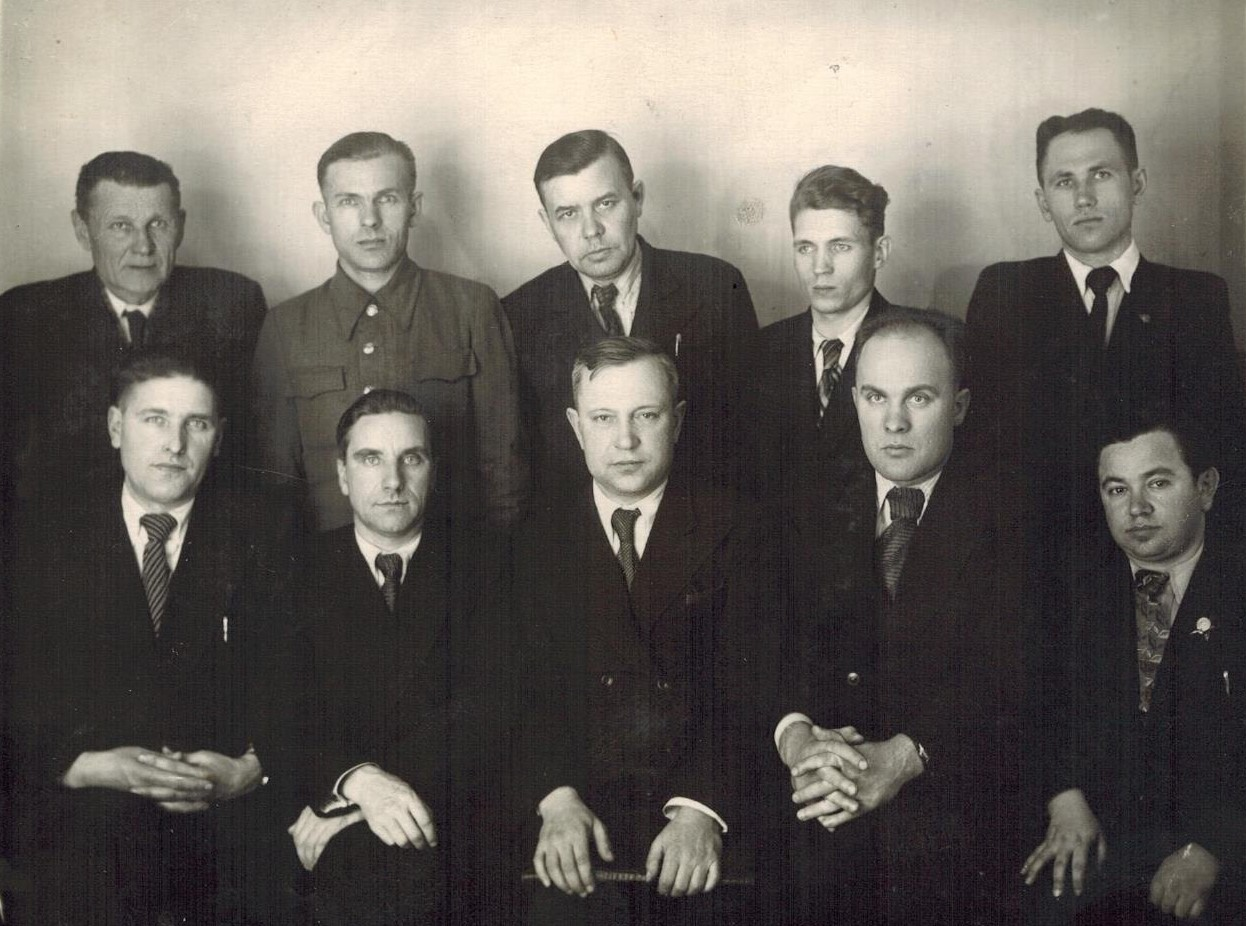
Саратов А.С. и горком Люблино (1948-1955)

С апреля по ноябрь 1948 года Саратов занимал должность второго секретаря горкома Люблино, а с декабря 1948 по январь 1955 года — первого секретаря Люблинского горкома партии.
Активно участвовал в развитии промышленности и благоустройстве Люблино: способствовал открытию первой детской молочной кухни, ремонту и оборудованию больницы им. Семашко. Помогал расширению завода МЭЛЗ и введению в эксплуатацию первой очереди Курьяновской станции аэрации.

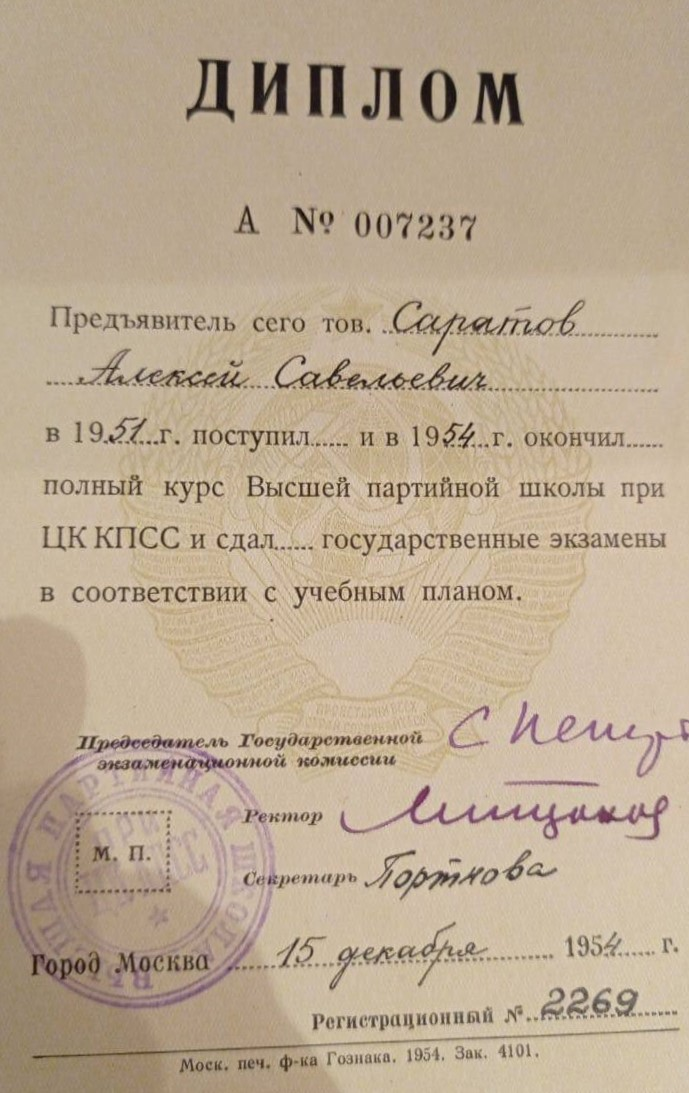
Диплом об окончании Высшей партийной школы ЦК КПСС (1951-1954)

В начале 1950-х годов он обучался в Высшей партийной школе при ЦК КПСС.

## Деятельность в Джезказгане (1955—1956)

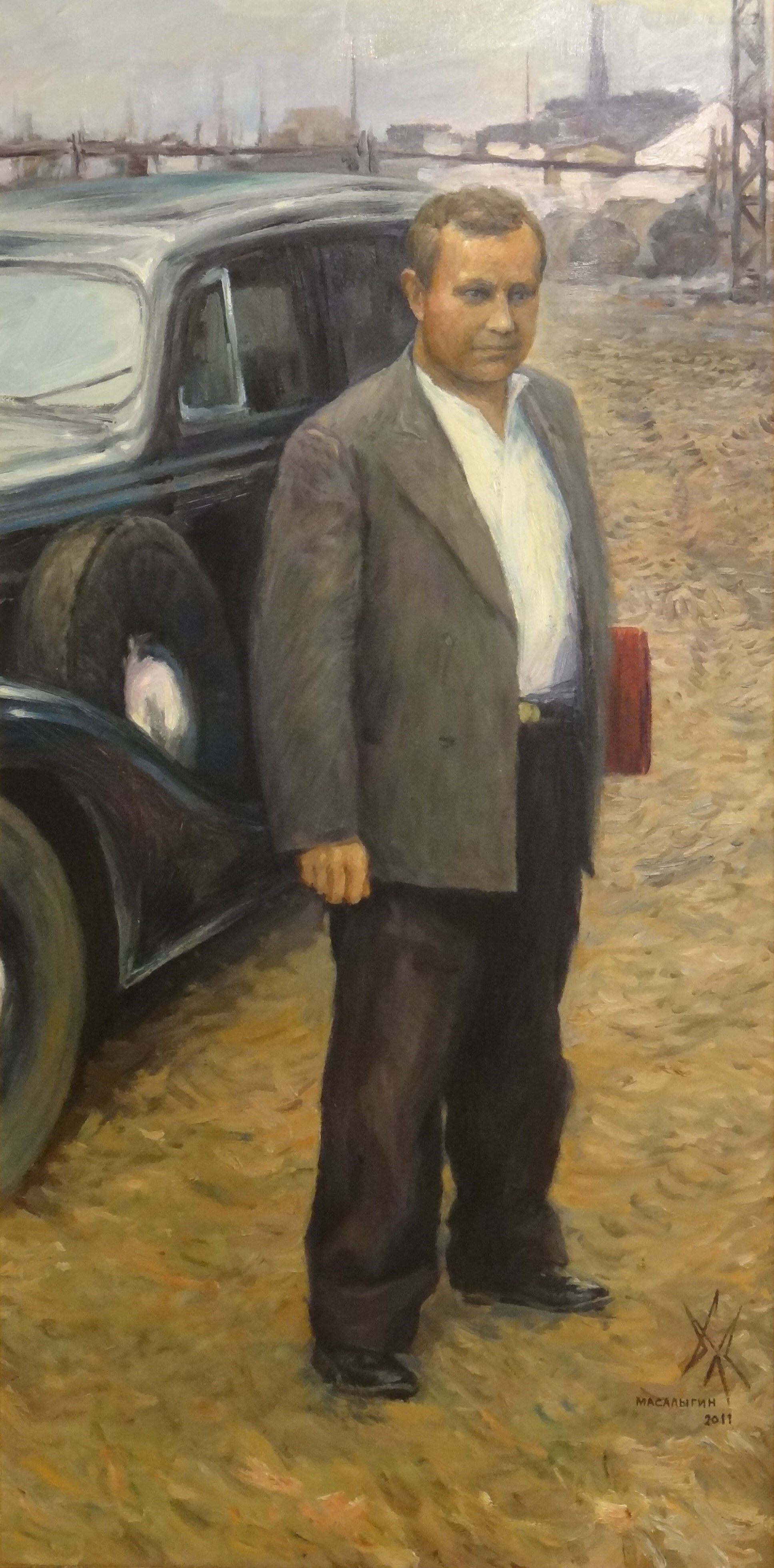
А.С. Саратов в Джезказгане. Художник: Масалыгин С.Л.

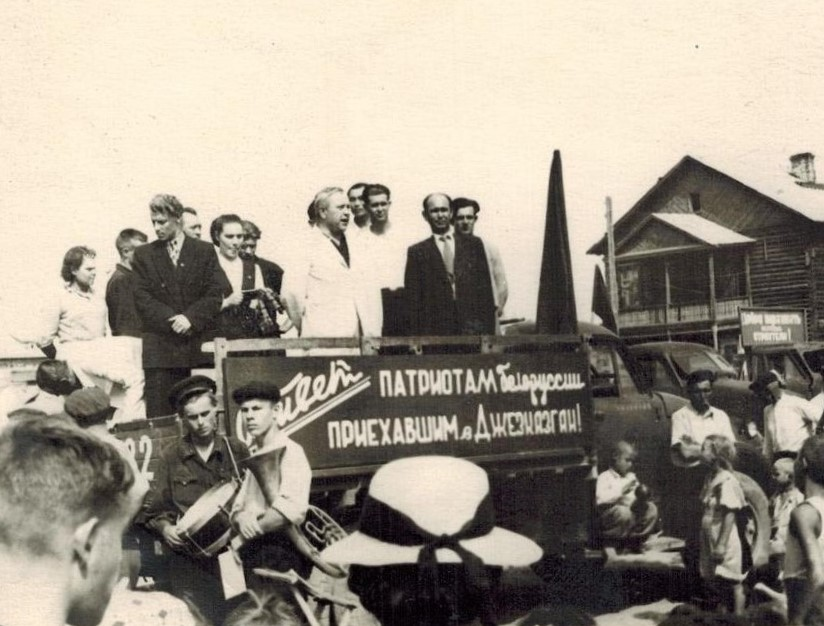
Саратов А.С. Первый секретарь горкома Джезказгана (1955-1956)

После окончания Высшей партийной школы А. С. Саратов был направлен на руководящую работу в Карагандинский обком Компартии Казахстана. В период преобразования рабочих посёлков Кенгир и Рудник в город Джезказган (указ Президиума Верховного Совета СССР от 20 декабря 1954 года) Карагандинский обком КП Казахстана создал оргбюро по городу Джезказгану. В его состав вошли секретари: Алексей Савельевич Саратов, И. В. Архипов и К. Д. Мустафин, а также руководители местных органов власти и строительных организаций.
С марта 1955 по декабрь 1956 года — Саратов занимал должность первого секретаря горкома Джезказгана. Практически сразу после образования горкома (19—20 марта 1955 года) была проведена первая городская партийная конференция. На неё избрали 378 делегатов с решающим голосом и 20 — с совещательным; присутствовали 366 и 19 соответственно, а также 14 приглашённых. Саратов выступил с докладом «Об очередных задачах городской партийной организации», где, по стандартной на то время схеме, сначала отметил успехи в хозяйственном и культурном строительстве, а затем раскритиковал целый ряд упущений на предприятиях и в учреждениях города. Одним из главных выводов стало то, что «промышленные предприятия города систематически не справляются с выполнением государственного плана».
По итогам конференции была принята резолюция из 22 пунктов, направленных на повышение эффективности работы в промышленности, транспорте, строительстве и идеологической сфере. Особое внимание Саратов уделял организационно-партийной работе и укреплению кадров. Он считал важной задачей партийных организаций «постоянно заниматься ростом рядов партии за счёт рабочих ведущих профессий и передовой части советской интеллигенции, строго соблюдая принципы индивидуального отбора» — именно это, по мнению Саратова, было ключом к решению многих проблем.
В течение 1955 года велась активная борьба с нарушениями партийной и государственной дисциплины, «моральным разложением отдельных лиц» и неправильным учётом коммунистов (некоторые уезжали из города, не снявшись с партийного учёта). 

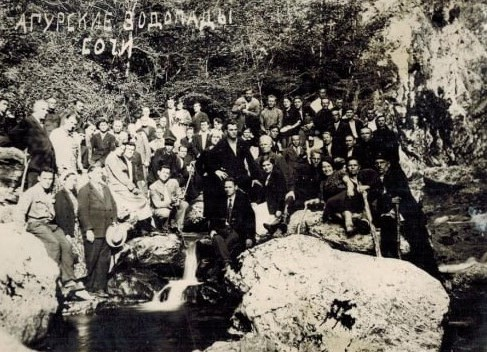
Агурские водопады. Сочи.

Одновременно горком стремился улучшить систему политучёбы, однако часть кружков и школ политпросвещения распалась в течение учебного года. Саратов настаивал на том, что идеологическая, массово-политическая и агитационная работа должна быть «неразрывно связана с хозяйственными задачами», а не сводиться к формальным беседам и общим лозунгам.
В своих выступлениях Саратов подчёркивал важность конкретной, целенаправленной агитации, которая стимулирует выполнение производственных планов, снижает уровень прогулов и повышает дисциплину. Он требовал от городских партийных организаций и руководителей предприятий активнее использовать наглядную агитацию (плакаты, лозунги, боевые листки и стенгазеты), отражающую актуальные задачи коллективов конкретных шахт, цехов и строительных участков.
При этом ряд решений бюро горкома оставался невыполненным из-за недостаточного контроля и позднего доведения постановлений до сведения первичных парторганизаций. Саратов признавал, что «организаторская работа вокруг выполнения принимаемых решений стоит на низком уровне, … секретари горкома, зав. отделами, инструктора мало бывают на производстве». Он призывал «перестроить работу всего аппарата горкома», чтобы партийные работники не менее 50% времени уделяли непосредственному общению с трудовыми коллективами.
Саратов завершил работу в Джезказганском горкоме в конце 1956 года. Несмотря на существовавшие сложности, именно в этот «первый период» истории новообразованного города была заложена основа партийно-государственного управления в условиях высоких темпов социально-экономического развития региона.
В 1957 году награждён медалью «За трудовое отличие» за достигнутые успехи в освоении целинных и залежных земель и получение высоких урожаев.
Активно способствовал ликвидации Степлага в 1956 году.

## Награды и память

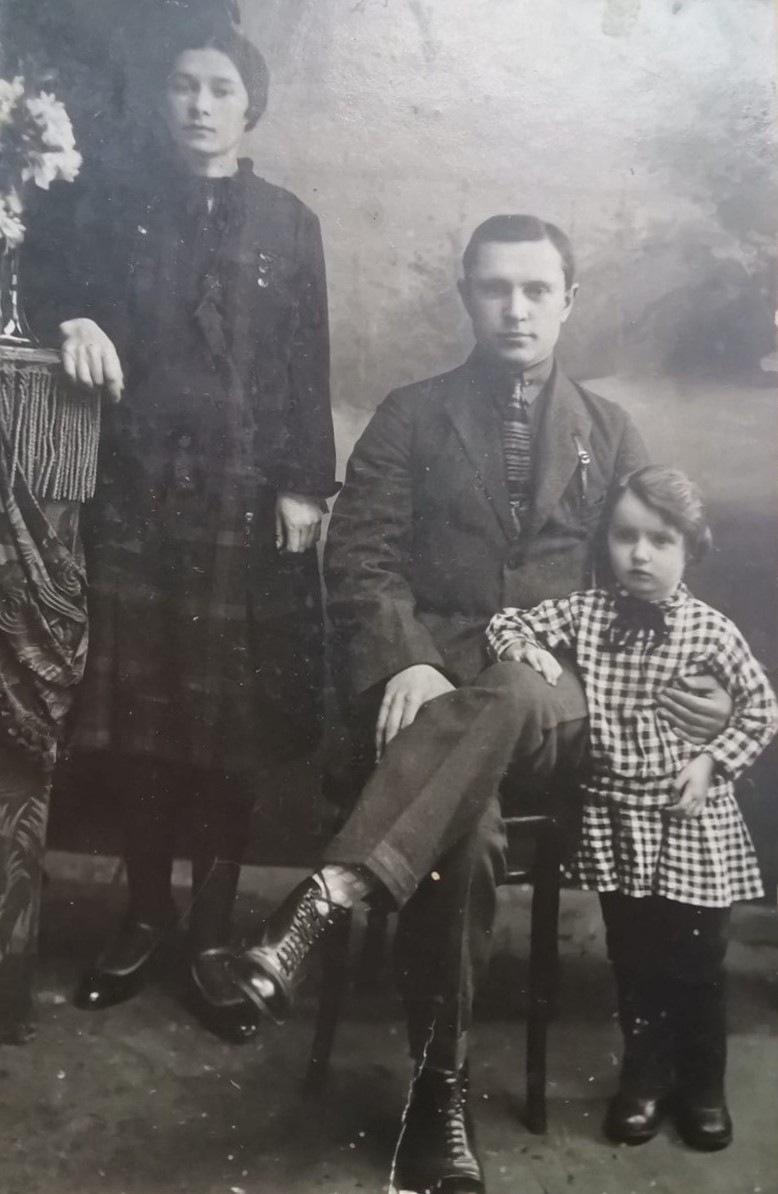
Саратов А.С. с женой и дочерью

Деятельности Саратова А.С. посвящена статья в Казахской национальной энциклопедии.
Алексей Савельевич отличался большой скромностью, простотой и доброжелательностью в общении. Долгие годы сквер напротив здания горкома партии, где он работал, в народе назывался «саратовским».
Старшая дочь, Саратова Л.А., работала инженером-конструктором, награждена знаком «Отличник военного строительства» и бронзовой медалью ВДНХ, младшая дочь Белобрагина О.А. – жена военного летчика, домохозяйка.
Все потомки Саратова А.С. живут в России.
Умер в 1960 году в Люблино, похоронен на Люблинском кладбище г.Москвы.
- Медаль «За оборону Москвы» (1943)
- Орден «Знак Почёта» (1945)
- Медаль «За победу над Германией в Великой Отечественной войне 1941—1945 гг.» (1946)
- Медаль «За доблестный труд» (1947)
- Медаль «За трудовое отличие» (1957)